# Gloria (Them-Lied)
Gloria ist ein Lied des nordirischen Singer-Songwriters Van Morrison. Ursprünglich wurde das Stück 1964 von Morrisons Band Them aufgenommen und erschien als B-Seite der Single Baby, Please Don’t Go. Das Lied wurde von vielen Musikern gecovert und wurde ein Garage-Rock-Standard.

## Geschichte
Morrison schrieb den eingängigen 3-Akkord-Song, während er im Sommer 1963 mit den „Monarchs“ in Deutschland auftrat. Zu der Zeit wurde er gerade 18 Jahre alt. Zurück in Belfast stellte er die Band „Them“ zusammen und spielte das Stück im Maritime Hotel. Live interpretierte er es ad lib. bis zu 15 oder 20 Minuten.
Nachdem die Gruppe einen Plattenvertrag mit dem A&R-Manager Dick Rowe und Decca bekommen hatte, ging „Them“ nach London ins Decca Studio in West Hampstead und nahm am 5. April 1964 sieben Stücke auf, darunter Gloria. Neben Morrison und „Them“ setzte Rowe einige Studiomusiker zur Unterstützung ein. Unklar ist, ob Jimmy Page bei der Aufnahme Gitarre spielte, dazu gibt es unterschiedliche Angaben.
Am 6. November 1964 kam Baby, Please Don’t Go mit der B-Seite Gloria als zweite Single von „Them“ im Vereinigten Königreich heraus und erreichte Platz 10 der Charts, hauptsächlich wegen der Popularität von Gloria. In den USA kam Gloria in die Single-Charts: im Mai 1965 auf Platz 93 und ein Jahr später für 6 Wochen mit dem höchsten Platz 75.

## Bedeutung
Von einigen amerikanischen Radiosendern wurde die Aufnahme wegen des Textes boykottiert. Das Stück wird charakterisiert durch die wenigen Akkorde, den Sprechgesang, die sexuellen Anspielungen und der dynamischen Steigerung bis zum „Gloria“. Die Zeilen
|  | (she) comes a-walkin’ down my street, |  | (sie) kommt meine Straße runter, |
|  | when she comes to my house,           |  | an meinem Haus …                 |
|  | she knocks upon my door,              |  | … klopft sie an meine Tür,       |
|  | and then she comes in my room,        |  | dann kommt sie in mein Zimmer …  |
|  | yeah, an’ she make me feel alright.   |  | … und macht mich glücklich.      |

wurden dann von der amerikanischen Band Shadows of Knight „entschärft“ zu „… she called out my name, that made me feel alright“ (sie rief meinen Namen, was mich glücklich machte). Im Dezember 1965 erschien ihre radio-taugliche Version und erreichte Spitzenplätze bei lokalen Radiosendern und Platz 10 in den amerikanischen Single-Charts; mehr als eine Million Singles wurden verkauft.
Mit dem buchstabierten Refrain „G-L-O-R-I-A“  wurde es ein Garage-Rock-Standard, der unter anderem von Musikern wie Patti Smith, The Doors, Jimi Hendrix, David Bowie, Bruce Springsteen, AC/DC und den Simple Minds gecovert wurde.
Neben der Aufnahme mit Them, die unter anderem auf dem Album The Angry Young Them (1965) erschien, spielte Morrison den Song bei zahlreichen Konzerten und veröffentlichte Liveversionen, beispielsweise auf It’s Too Late to Stop Now (1974), Van Morrison in Ireland (1981), Van Morrison the Concert (1990). 1993 nahm er das Stück mit seinem Idol John Lee Hooker für das Album Too Long in Exile auf und sang es ein Jahr später in San Francisco (Doppel-CD: A Night in San Francisco). Die Aufnahme mit John Lee Hooker erreichte in mehreren Ländern Positionen in den Single-Charts.

## Kritiken und Auszeichnungen
- Bill Janovitz (amerikanischer Autor und Musiker (Buffalo Tom)): „Very few rock & roll songs rival the sexual excitement and anticipation of Van Morrison’s “Gloria”“ (Wenige Rock-’n’-Roll-Songs können es mit der sexuellen Spannung und Erwartung von Van Morrisons „Gloria“ aufnehmen) und The beauty of the original is that Van Morrison needs only to speak-sing, in his Howlin’ Wolf growl… (Die Schönheit des Originals ist, dass Van Morrisons à la Howlin’ Wolf gegrummelter Sprechgesang ausreicht …).[9]
- David Marsh (amerikanischer Musik-Kritiker) setzte Gloria auf Rang 69 in seinem Buch The Heart of Rock & Soul: The 1001 Greatest Singles Ever Made von 1989. Er beschreibt den Song als „one of the few rock songs that's actually as raunchy as its reputation“ (einer der wenigen Rock-Songs, der tatsächlich so anzüglich ist, wie sein Ruf).[10]
- Dave Barry (amerikanischer Schriftsteller, Humorist und Musiker) spaßte: „You can throw a guitar off a cliff, and as it bounces off rocks on the way down, it will, all by itself, play Gloria“ (Man kann eine Gitarre eine Klippe runterwerfen und wenn sie auf dem Weg nach unten auf Felsen prallt, wird sie ganz von alleine Gloria spielen).[11]
- Über Baby Please Don’t Go/Gloria sagte der amerikanische Musik-Journalist Paul Williams (Herausgeber des Crawdaddy) 1993 in seinem Buch Rock and Roll: The 100 Best Singles: „Into the heart of the beast … here is something so good, so pure, that if no other hint of it but this record existed, there would still be such a thing as rock and roll … Van Morrison’s voice a fierce beacon in the darkness, the lighthouse at the end of the world. Resulting in one of the most perfect rock anthems known to humankind.“ („Ins Herz der Bestie … hier ist etwas so gut, so rein, dass, wenn es darauf keinen weiteren Hinweis als diese Aufnahme gäbe, trotzdem soetwas wie Rock ’n’ Roll existieren würde … Van Morrisons Stimme ein wildes Leuchtfeuer, der Leuchtturm am Ende der Welt. Mündend in der perfektesten Rock-Hymne der Menschheit.“)[12]
- 1999 wurde der Song Gloria von Them in die Grammy Hall of Fame aufgenommen.[13]
- VH1s Liste The 100 Greatest Rock Songs of All Time aus dem Jahr 2000 führt Gloria von Them auf Platz 81.[14]
- Die Zeitschrift Rolling Stone führt Gloria von Them in Die 500 besten Songs aller Zeiten auf Platz 208 (2004) bzw. 211 (2010).[15]
- Die Cover-Versionen von The Shadows of Knight und Patti Smith werden in der Liste The Rock and Roll Hall of Fame’s 500 Songs that Shaped Rock and Roll geführt.[16]